# The Sound of Philadelphia '73
The Sound of Philadelphia '73 es un álbum recopilatorio de varios artistas. Fue publicado en noviembre de 1973 a través de Philadelphia International/Columbia Records. 
El 21 de enero de 1996, Sony Records reeditó por primera vez el álbum en CD.

## Recepción de la crítica
Un escritor no especificado de la revista Record World comentó: “El sonido de Filadelfia ha capturado los corazones y las listas de éxitos de la música estadounidense durante el año pasado y un álbum de ‘lo mejor de Filadelfia’ muestra el alcance del genio de Kenny Gamble y Leon Huff. Todos los grandes sencillos originales están aquí, desde «Love Train» hasta «Mrs. Jones» y «If You Don't Know Me by Now». ¡El precio bajo especial lo convierte en un gran regalo!”. Un escritor no especificado de la revista Billboard escribió: “Un resumen de soul satisfactorio de algunos de los grandes éxitos que han surgido del talento creativo del equipo Gamble–Huff de Filadelfia, poniendo a esa ciudad definitivamente en el mapa musical como nadie lo ha hecho desde que Dick Clark colgó su sombrero de televisión en esa cuarta parte del mundo. Los artistas van desde Billy Paul con su éxito «Me and Mrs. Jones» hasta the O'Jays con «Love Train» y the Futures con «Stay with Me». Todo es moderno y todo es un éxito y los distribuidores pueden almacenar este LP con la confianza de grandes ventas”.

## Lista de canciones
| Lado uno |                                   |                                          |                  |          |  |
| N.º      | Título                            | Escritor(es)                             | Artista          | Duración |  |
| 1.       | «Love Train»                      | Kenneth Gamble Leon Huff                 | The O'Jays       | 2:58     |  |
| 2.       | «I'll Always Love My Mama»        | Gamble Huff John Whitehead Gene McFadden | Intruders        | 3:05     |  |
| 3.       | «It's Forever»                    | Huff                                     | The Ebonys       | 4:26     |  |
| 4.       | «Slow Motion»                     | Gamble Huff                              | Johnny Williams  | 2:57     |  |
| 5.       | «Super Groover (All Night Mover)» | Gamble Huff McFadden Whitehead           | Talk of the Town | 2:39     |  |

| Lado dos |                               |                          |                                |          |  |
| N.º      | Título                        | Escritor(es)             | Artista                        | Duración |  |
| 1.       | «Me and Mrs. Jones»           | Cary Gilbert Gamble Huff | Billy Paul                     | 3:37     |  |
| 2.       | «If You Don't Know Me by Now» | Gamble Huff              | Harold Melvin & the Blue Notes | 3:28     |  |
| 3.       | «Stay with Me»                | Bobby Bennett Huff       | The Futures                    | 3:58     |  |
| 4.       | «Regina»                      | Bunny Sigler Phil Hurtt  | Bunny Sigler                   | 3:11     |  |
| 5.       | «Family Affair»               | Sylvester Stewart        | MFSB featuring Leon Huff       | 2:19     |  |

## Créditos y personal
Créditos adaptados desde las notas de álbum de The Sound of Philadelphia '73.
Personal técnico
- Gamble–Huff – productor (1–8, 10)
- Bunny Sigler – productor (9)
- Bobby Martin – arreglos 1–7)
- Ronnie Baker – arreglos (8)
- Thom Bell – arreglos (9)
- Ed Lee – diseño de portada
- Muriel Olive – ilustración
- John Brogna – diseño de contraportada